# Erwin (Tennessee)
Erwin è un comune degli Stati Uniti d'America, situato nello Stato del Tennessee, nella Contea di Unicoi, della quale è il capoluogo.